# Палаузов, Митко Трифонов
Димитр (Митко) Трифонов Палаузов (болг. Димитър (Митко) Трифонов Палаузов; 8 ноября 1930 года, деревня Енев рыт, община Севлиево, Габровская область, Болгарское царство — 1 апреля 1944, Осеникова поляна, Стара-Планина, Болгария) – самый молодой участник движения Сопротивления в Болгарии в ходе Второй мировой войны. Сражался в рядах габровского-севлиевского партизанского отряда.

## Биография
Родился 8 февраля 1930 года в селе Енев-Рыт общины Севлиево. Вскоре после его рождения его родители Трифон и Ганка Палаузовы вынуждены были несколько раз сменять место жительства в общине Севлиево и городе Габрово (1936 год). В Габрове они поступили на работу на фабрику и проживали в небольшом кирпичном доме на Баирском холме (недалеко сейчас находится 6-я базовая школа). Митко начал учиться в городе. Когда родители работали на фабрике они связались с партийными организациями. В их доме проводились партийные собрания, заседания партизанского отряда и комитета Болгарской коммунистической партии, в состав которой вошёл Трифон Палаузов.
Трифон и Русана (тётя Митко) стали партизанами Габровско-севлиевского отряда. Поэтому габровская полиция оказывала давление на семью Палаузовых, часто арестовывала и третировала Митко и его маму. Чтобы избавиться от преследований Трифон предложил семье уйти в Балканы. После акции партизан летом 1943 года в Водице (ныне квартал Габрова)  Ганка и Митко присоединились к отцу. После их перехода на нелегальное положение полицаи сожгли дом Палаузовых а в июне интернировали бабушку Раду, деда Цоню, его сестру Донку и дядю Ивана в село Чорбаджийско общины Момчилграда. Под давлением полиции учительский совет второй базовой школы „Неофит Рыльский“ 19 сентября 1943 года вынес решение: „Поскольку деятельность ученика Димитра Трифона Палаузова несовместима с его обязательствами ученика предложить областному инспектору в Плевене разрешить исключить Палаузова из школы“. К тому времени Митко уже четвёртый месяц партизанил.
Будучи партизаном Митко участвовал в походах и акциях отряда, ему даже выдали небольшой пистолет. Жители села Бериево долго помнили и рассказывали о маленьком партизане, который пламенно декламировал стихи Христо Смирненского. В июне партизаны поселились в землянках на Осениковой поляне. Митко нёс вахты на часах, чтобы партизан не застали врасплох. Семь месяцев Митко мужественно переносил тяготы, ночные походы и стычки с врагом. После акции в селе Химитлии (сейчас – село Ясеново) партизаны ушли по реке Лешница в Шипченскую долину в направлении гор Стара-Планина. Полиция настигла партизан и те приняли бой. Митко также участвовал в бою. Партизаны ушли в Корит. Штаб отряда решил оставить раненых и больных в землянке на Осениковой поляне и поставили Митко и его мать Ганку ходить за ними. Жители окрестностей Паско Янев-Тошо и Иван Кунчев-Кирчо снабжали партизан едой. Это была единственная связь партизан с внешним миром. Землянка была тесна для шестерых партизан, сырая  и неудобная.
Партизан Иван Данаилов (Доктор), захваченный в плен в бою под селом Балван 29 марта после нечеловеческих пыток сломался и заговорил. Он выдал укрытие партизан на Осениковой поляне. 1 апреля 1944 года многочисленный отряд  полицаев под руководством начальника областного полицейского управления, подпоручика 9-го дивизиона артиллерийского полка Крума Ив. Дрончева и полицейского разведчика Дончо Цолова Христова окружил поляну, застав партизан врасплох. Жандармы подорвали землянку гранатой. Они извлекли тела партизан, винтовки, пистолеты и документы. Трупы Ганки и Митко Палаузовых, Минчо Георгиева (Младена) и Ивана Илиева (Гошо) были оставлены на целую неделю перед землянкой.

## Память
.

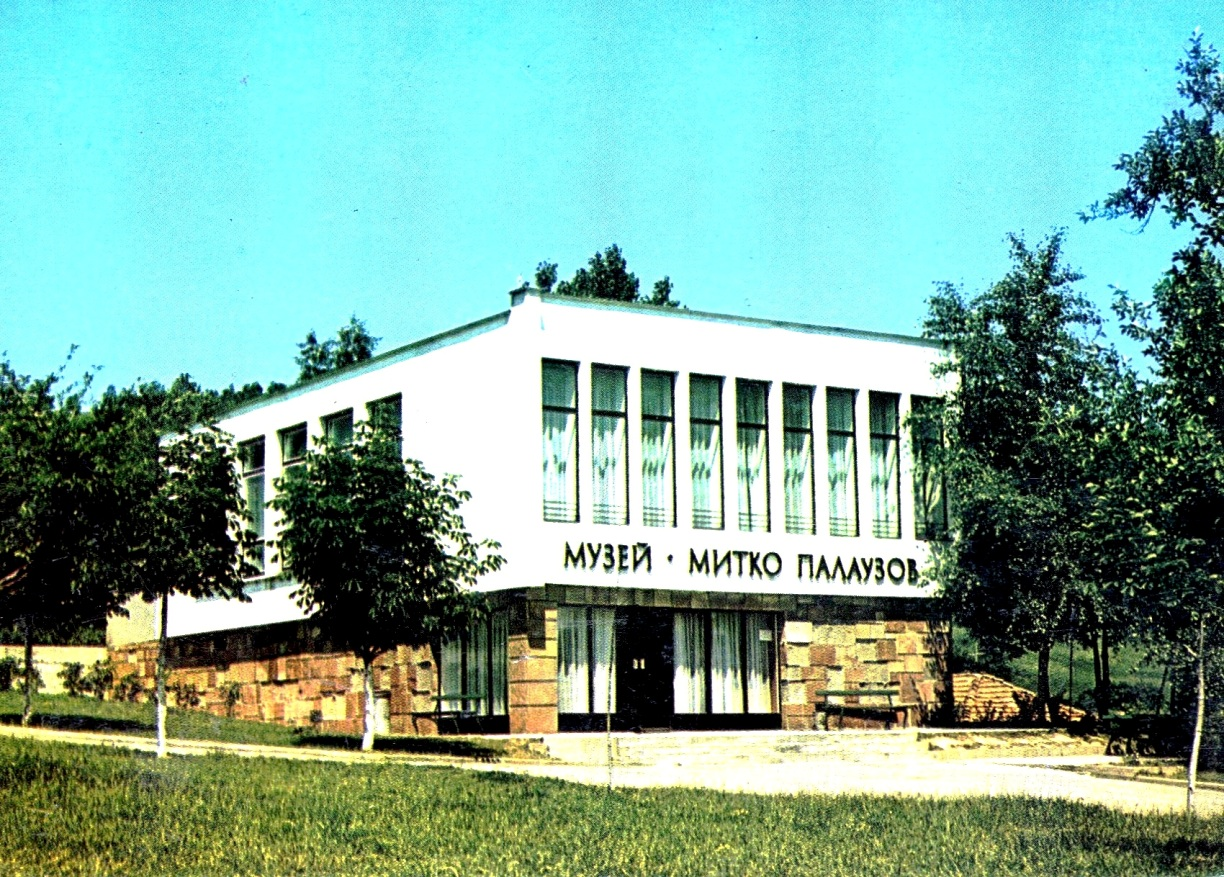
Бывший музей в Габрово

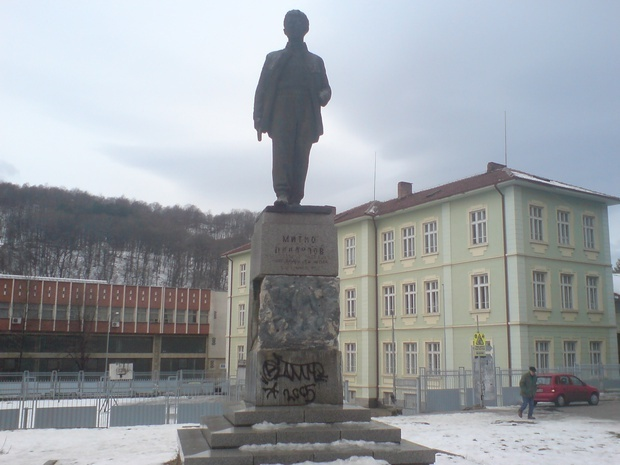
Памятник Митко в Габрово

После 9 сентября 1944 года останки Митко и его матери были перенесены и могилу на площадь «Возрождение» перед мэрией в Габрово.
Дом Палаузовых в Габрово был восстановлен в 1962 году и преобразован в 1964 году в дом-музей Митко Палаузова (Габрово, ул. Веселие, 2) как филиал Исторического музея г. Габрово. Был восстановлен тайный склад в доме в котором укрывались партизанские и партийные деятели, ремонтировалось партизанское оружие и печатались материалы на мимеографе. Были выставлены немногие сохранившиеся вещи: деревянное корытце, вещевой шкаф, лавка на которой спал Митко и стол за которым он учил уроки. Дом-музей «Митко Палаузов» открыл выставку в 1971 году. О жизни самого молодого партизана рассказывали диапозитивы, иллюстрации книги Марко Марчевского и документальные снимки. Там же находились остатки пистолета Митко и сумка, в которой он разносил листовки. В витрине находились партизанские вещи Трифона Палаузова: брюки, куртка и нож. В музее был зал для собраний пионеров. Воспоминания Трифона Палаузова были записаны на магнитофонную ленту. Собрание музея насчитывало около 200 предметов.
После 1990 года по политическим причинам музей Митко был отдан под спортивный зал ближайшей школы а дом-музей саморазрушился и ныне не функционирует.
Трифон Палаузов женился на вдове своего товарища по оружию Величке. У них родилась дочь Сашка, названная по партизанскому прозвищу Ганки Палаузовой. В 1954 родился сын названный в честь Митко. Он стал предпринимателем в области строительства и собирался реставрировать музей, посвящённый его брату, но умер от рака 6 октября 2010 года.
В настоящее время с саду перед базовой школой «Неофит Рыльский» в Габрово, где учился Митко стоит памятник, возведённый в 1961 (скульптор — Карл Кандулков). Сохранилась парта за которой сидел Митко.
2 августа 2014 года опубликована песня, воспевающая самого молодого участника антифашистского сопротивления в Болгарии во время второй мировой войны.